# 安图森林经营局
安图森林经营局是一个位于中华人民共和国吉林省延边朝鲜族自治州安图县的类似乡级单位，亦是长白山森工集团所属的一个森林经营局。
安图森林经营局始建于1962年，总经营面积109241公顷，有林地面积97216公顷，森林总蓄积为1171.62万立方米，森林覆盖率89%，林区人口9000余人。

## 行政区划
安图森林经营局下辖以下单位：
屯田林场、梨树林场、东沟林场、三道林场、岛安林场、长兴林场和东明林场。